# Denkmalgeschützte Objekte im Okres Bytča

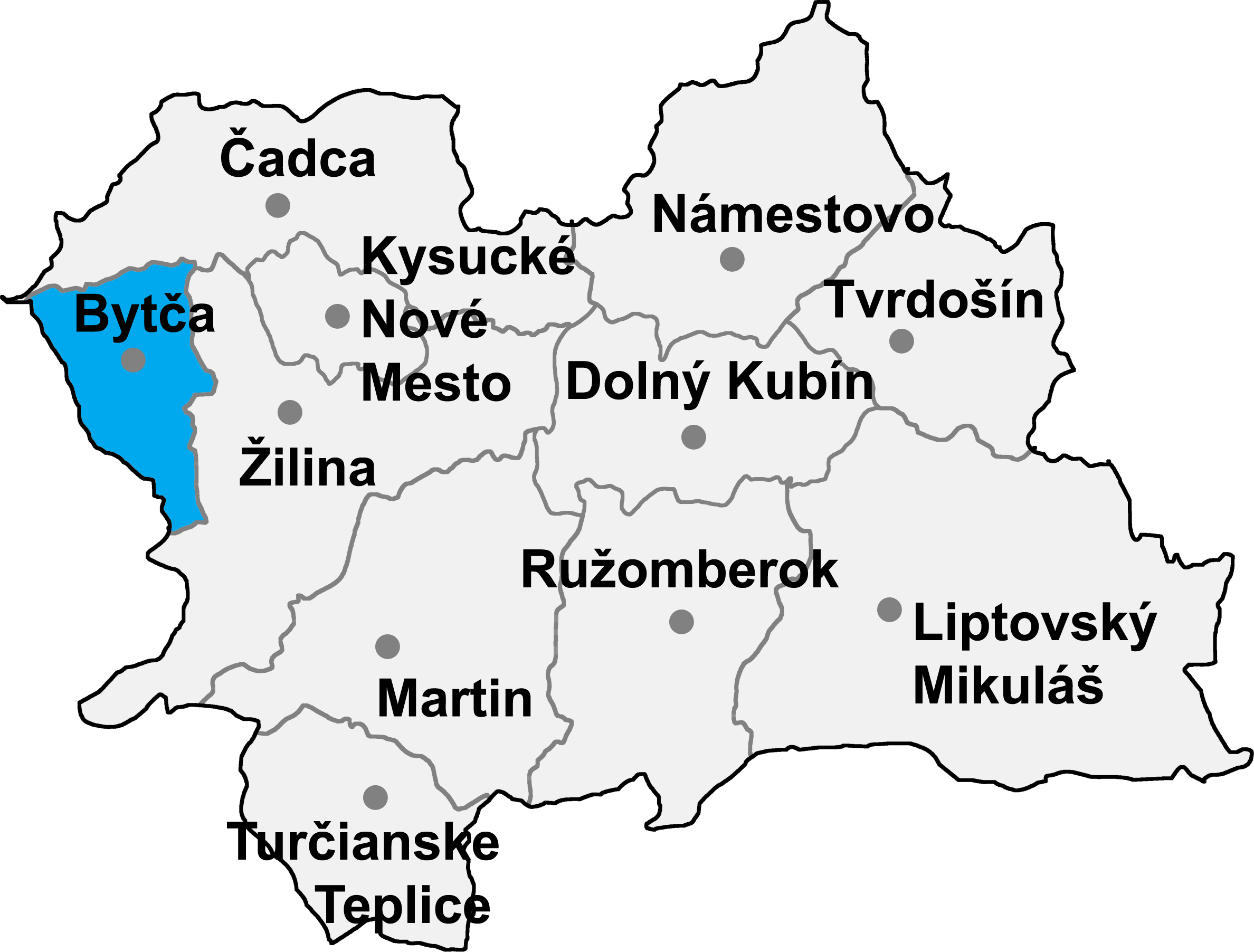

Im Okres Bytča bestehen 61 denkmalgeschützte Objekte. Die unten angeführte Liste führt zu den Gemeindelisten und gibt die Anzahl der Objekte an. In Gemeinden, die nicht verlinkt sind, existieren keine geschützten Objekte.
| Gemeindeliste    | Objektanzahl |
| ---------------- | ------------ |
| Bytča            | 14           |
| Hlboké nad Váhom | 0            |
| Hvozdnica        | 0            |
| Jablonové        | 2            |
| Kolárovice       | 1            |
| Kotešová         | 2            |
| Maršová-Rašov    | 5            |
| Petrovice        | 1            |
| Predmier         | 15           |
| Súľov-Hradná     | 17           |
| Štiavnik         | 1            |
| Veľké Rovné      | 3            |